# فرودگاه اناتوم
فرودگاه اناتوم (به انگلیسی: Anatom Airport) یک فرودگاه همگانی با کد یاتا AUY است . این فرودگاه در کشور وانواتو قرار دارد و در ارتفاع ۲ متری از سطح دریا واقع شده است.

## شرکت‌های هواپیمایی و مقصدهای پروازی
| شرکت‌های هواپیمایی | مقصدهای پروازی |
| ----------------- | -------------- |
| ایر وانواتو       | وایت‌گرس        |